# Nicolás Romano (futbolista)
Nicolás Romano Di Marco (Mendoza, Argentina; 5 de noviembre de 1999) es un futbolista argentino. Juega como delantero y su equipo actual es Gimnasia y Esgrima de Mendoza que disputa la Primera Nacional de Argentina.

## Estadísticas
| Gimnasia (M) Argentina        |               |               |     |    |   |    |     |      |      |
| 3.ª                           | 2017-18       | 4             | 0   | —  | — | 4  | 0   | 0.00 |      |
| 2.ª                           | 2018-19       | 0             | 0   | —  | — | 0  | 0   | 0.00 |      |
| 2.ª                           | 2019-20       | 0             | 0   | 1  | 0 | 1  | 0   | 0.00 |      |
| 2.ª                           | 2020          | 1             | 0   | —  | — | 1  | 0   | 0.00 |      |
| 2.ª                           | 2021          | 9             | 1   | —  | — | 9  | 1   | 0.11 |      |
| 2.ª                           | 2022          | 9             | 1   | 0  | 0 | 9  | 1   | 0.11 |      |
| 2.ª                           | 2023          | 32            | 8   | 0  | 0 | 32 | 8   | 0.25 |      |
| 2.ª                           | 2024          | 40            | 5   | 1  | 0 | 41 | 5   | 0.12 |      |
| Total club                    | Total club    | 95            | 15  | 2  | 0 | 97 | 15  | 0.15 |      |
| Juventud Unida (SL) Argentina |               |               |     |    |   |    |     |      |      |
| 3.ª                           | 2019-20       | 5             | 0   | —  | — | 5  | 0   | 0.00 |      |
| Total club                    | Total club    | 5             | 0   | 0  | 0 | 5  | 0   | 0.00 |      |
| Total carrera                 | Total carrera | Total carrera | 100 | 15 | 2 | 0  | 102 | 15   | 0.15 |
| 1. 2.                         |               |               |     |    |   |    |     |      |      |

## Palmarés

### Otros logros
- Ascenso a Primera Nacional con Gimnasia de Mendoza en la temporada 2017-18.